# Lena Heinemann
Kajsa Lena Birgitta Heinemann, född 6 februari 1935 i Uppsala, död 16 augusti 2022 i Örebro, var en svensk barn- och ungdomspsykiater.
Heinemann, som var dotter till överläkare Evert Ljungberg och Caisa Österberg, avlade studentexamen i Uppsala 1954, blev medicine kandidat vid Göteborgs universitet 1957 och medicine licentiat där 1967. Hon var tillförordnad underläkare i Skövde 1960 och tillförordnad underläkare på Lillhagens sjukhus i Göteborg 1961–1964. Hon var därefter verksam vid barn- och ungdomspsykiatriska kliniken på Regionsjukhuset i Örebro, där hon var underläkare 1966–1970, blev biträdande överläkare 1970 samt överläkare och klinikchef 1987. Hon ingick 1956 äktenskap med Peter-Paul Heinemann.